# Cosmocampus maxweberi
Cosmocampus maxweberi es una especie de pez de la familia Syngnathidae en el orden de los Syngnathiformes.

## Morfología
Los machos pueden alcanzar 10 cm de longitud total.

## Reproducción
Es ovovivíparo y el macho transporta los huevos en una bolsa ventral, la cual se encuentra debajo de la cola.

## Hábitat
Es un pez  de mar y de clima tropical y asociado a los arrecifes de coral que vive entre 0-36 m de profundidad.

## Distribución geográfica
Se encuentra en el Golfo de Aqaba y desde Sumatra (Indonesia) hasta las Islas Marshall y Samoa 